# 諾韋塞洛 (科馬爾諾市鎮)
49°34′49″N 23°40′1″E / 49.58028°N 23.66694°E
诺韦塞洛（羅馬化：Nove Selo，直译：新村）是烏克蘭的村落，隸屬利沃夫州利維夫區科馬爾諾市鎮，始建於1693年，面積0.14平方公里，海拔高度270米，2024年人口729，人口密度每平方公里7,123.19人。

## 外部連結
维基共享资源上的相關多媒體資源：諾韋塞洛